# Twitter
Twitter, (pronunciación en inglés: /ˈtwɪt.ə(ɹ)/ (escucharⓘ))oficialmente conocida como X desde julio de 2023 (estilizado como 𝕏),es un servicio de microblogueo y red social que pertenece a la empresa X Corp.
Desde su creación en marzo de 2006 por Jack Dorsey y su lanzamiento el 15 de julio del mismo año, esta plataforma ha adquirido una amplia popularidad a nivel global. Se estima que cuenta con más de 500 millones de usuarios, generando diariamente alrededor de 65 millones de tuits. Ha sido denominado como el "SMS de Internet".
La red permite enviar mensajes de texto plano de corta longitud, con un máximo de 280 caracteres (originalmente 140), llamados tuits o tweets que se muestran en la página principal del usuario. Los usuarios pueden suscribirse a los tuits de otros usuarios; a esto se le llama seguir y a los usuarios abonados se les llama seguidores, o a veces tuips (Twitter + peeps, seguidores novatos que aún no han hecho muchos tuits).
Desde el comienzo del rediseño a X en julio de 2023, los tweets pasaron a llamarse posts y los retuits, reposts. Así mismo, la red social utiliza ambos términos, tweets/posts y retuits/reposts, indistintamente en sus diferentes páginas y servicios. Del mismo modo ocurrió con el modelo de suscripción Twitter Blue, rebautizado primeramente como X Blue y finalmente como X Premium.
Por defecto, los tuits/posts son públicos, pudiendo difundirse privadamente mostrándose únicamente a unos seguidores determinados. Los usuarios pueden tuitear desde la web del servicio, con aplicaciones oficiales externas (desde las aplicaciones para teléfonos inteligentes), o mediante el servicio de mensajes cortos (SMS) disponible en ciertos países. Si bien el servicio es gratis, acceder a él vía SMS comporta soportar tarifas fijadas por el proveedor de telefonía móvil.
A fecha de 27 de abril de 2015, es conocido que el dominio fue registrado hace 15 años y 99 días, pero tres aspectos todavía no están claros: la fecha exacta de presentación pública del proyecto, si los tuits pueden ser o no redirigidos y si Twitter comparte los mensajes internos entre usuarios con la NSA.
El 27 de octubre de 2022, el empresario y magnate Elon Musk compró Twitter por 44 mil millones de dólares, adquiriendo todo el control de la plataforma Desde su adquisición, la plataforma ha sido criticada por un aumento en el contenido de discurso de odio. El 20 de diciembre de 2022, Musk anunció que dejaría su rol de director ejecutivo una vez se encontrara un reemplazante. Linda Yaccarino, la exjefa de ventas de anuncios para NBCUniversal, sucesora de Musk, asumió funciones el 5 de junio de 2023.

## Historia

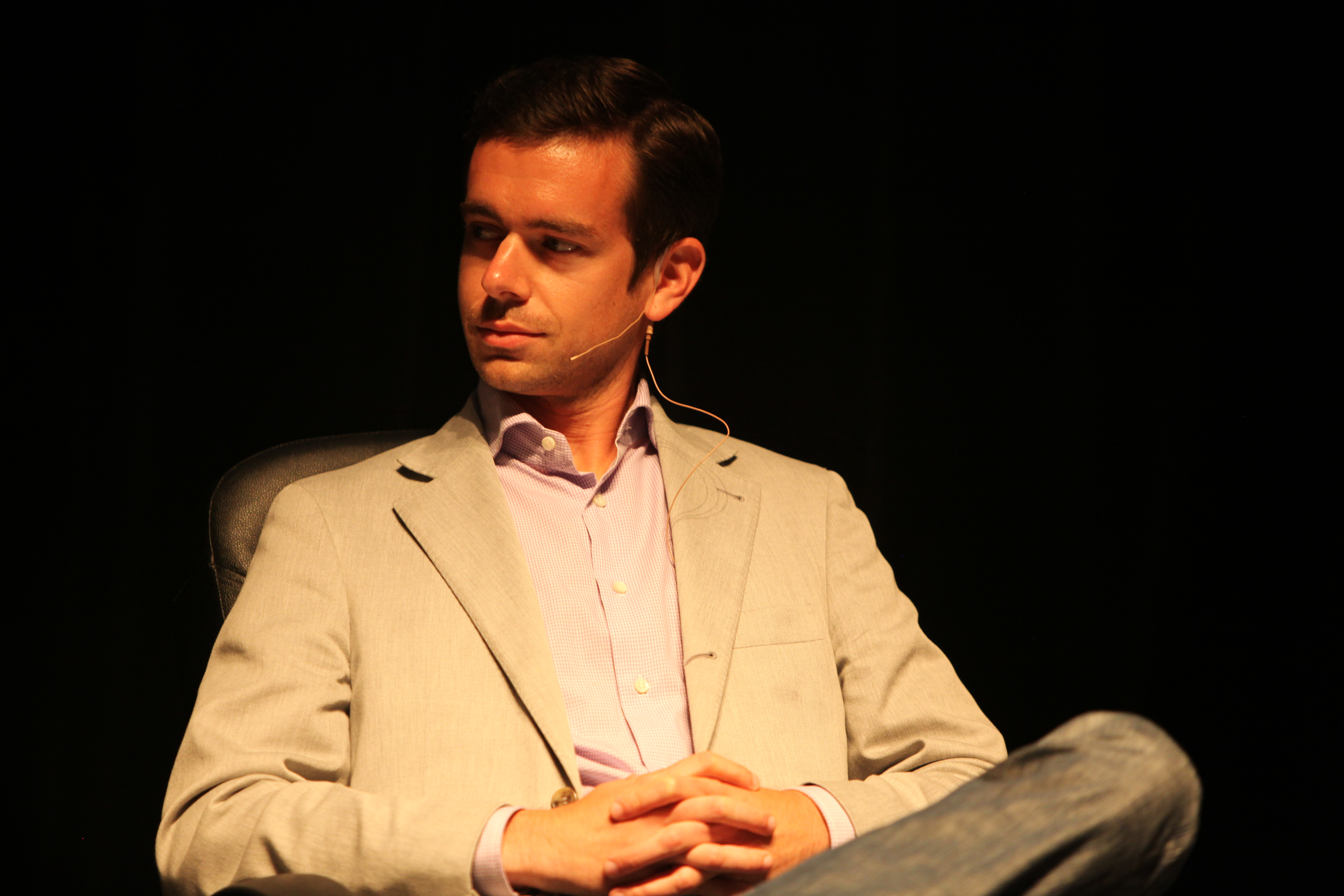
Jack Dorsey, cofundador y director ejecutivo de Twitter en 2009.

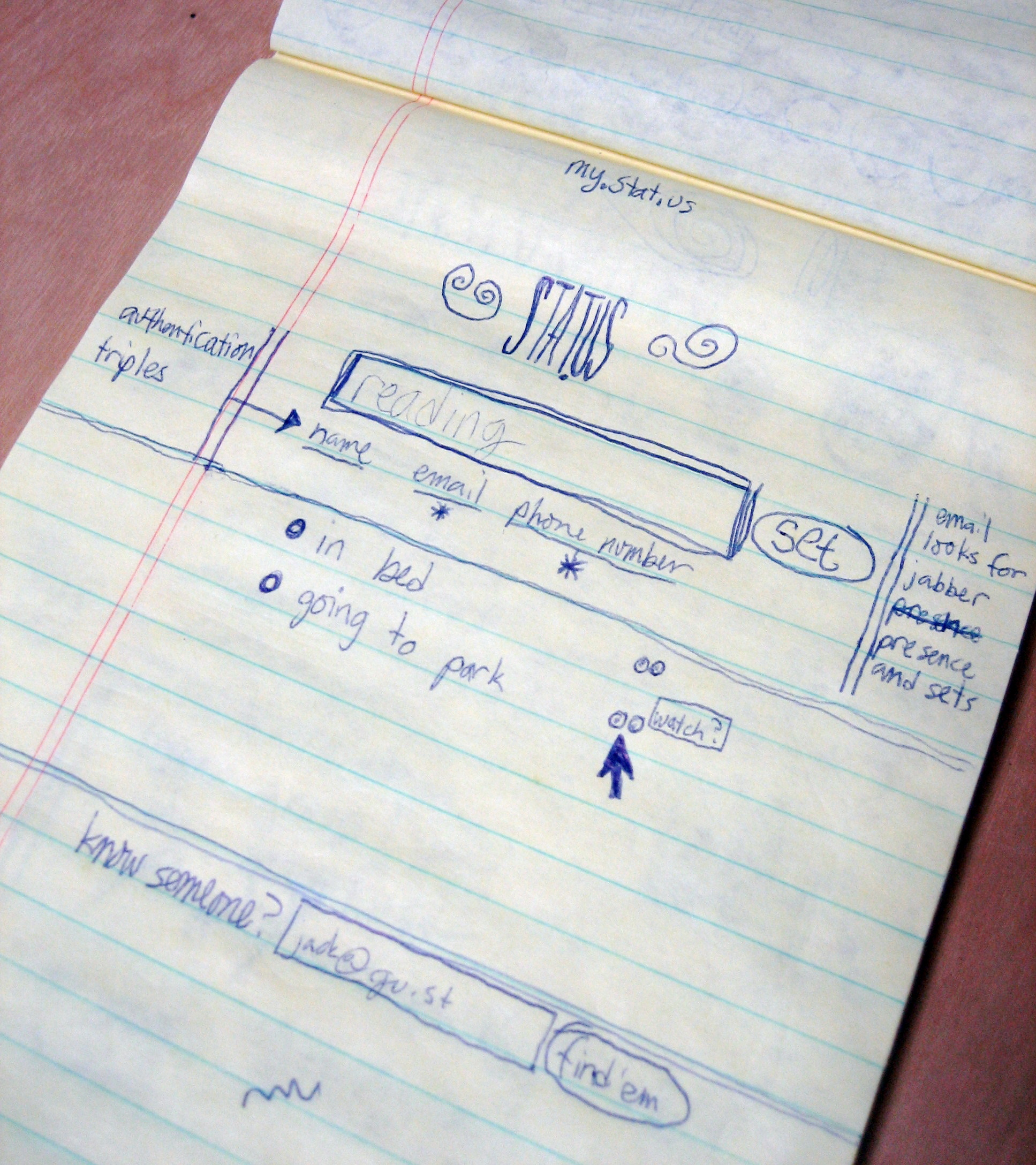
Ilustración del prototipo de interfaz de Twitter en 2006 de Jack Dorsey.

Existe algo de controversia acerca de cómo se gestó la idea que dio origen a Twitter. Según algunas fuentes, la idea original surgió dentro de la compañía Odeo, mientras se estaba desarrollando un servicio de radio en línea (podcast) que no tuvo éxito debido al lanzamiento casi simultáneo de un producto similar por parte de iTunes.

El primer prototipo fue usado internamente entre los empleados de Odeo. Sus creadores habrían sido los extrabajadores de Google, Evan Williams y Biz Stone con la colaboración de Jack Dorsey, Evan Henshaw-Plath y fundamentalmente de Noah Glass. Glass, que al poco tiempo fue despedido de la compañía, ha manifestado que Twitter nació en su propia máquina. Henshaw-Plath vendió su parte en el proyecto por 7000 dólares, con lo que se compró un viejo Volkswagen para salir a recorrer el país.

Antiguo logotipo de Twitter, usado desde 2012 hasta 2023.

Una vez iniciado el proyecto probaron varios nombres, alguno de los cuales fue «Status» (Stat.us), twitch (tic) por el ruido del vibrador de los teléfonos, pero finalmente dieron con «Twitter», inspiración de Glass en alusión a «Flickr». La versión definitiva se lanzó el 15 de julio de 2006 que, según palabras de Liam Well, su definición era «una corta ráfaga de información intrascendente», el «trino de un pájaro», que en inglés es tweet. En octubre de ese año, Stone, Williams, Dorsey y otros formaron Obvious Corporation, adquiriendo los derechos de Odeo, luego de que los inversores originales perdieran su interés ante el fracaso inicial del proyecto. Desde esa fecha, Twitter ha ido ganando adeptos rápidamente. En 2006, cuando Twitter se lanzó bajo el nombre de «Twttr», Michael Arrington de TechCrunch comentó que aunque le gustaba el servicio, señaló que se sentía incómodo con la característica de que los perfiles de usuario eran visibles públicamente por aquel entonces. En marzo de 2007, ganó el premio South by Southwest Web Award en la categoría de blog. Y en abril, la nueva compañía Twitter, Inc. se independizó de su gestora.
Aunque Twitter usó durante un corto período de tiempo los servicios de publicidad como AdSense de Google, la compañía decidió descartar los ingresos por publicidad hasta que aumentara el número de usuarios, y se financió mientras tanto con inversiones de empresas de capital riesgo. En septiembre de 2009, Twitter anunció cambios a las condiciones de servicio, dejando abierta la posibilidad de incluir publicidad en sus servicios.
Twitter dio un paso adelante en su énfasis de estrategia informativa en noviembre de 2009 cambiando la frase que se les presentaba a los usuarios al mandar un nuevo mensaje de «¿Qué estás haciendo?» a «¿Qué está pasando?» Entertainment Weekly colocó a Twitter en una lista hecha a finales de 2009 sobre lo mejor de la década, diciendo que «limitarte a ti mismo a 140 caracteres —el máximo para mensajes en esta red social diabólicamente adictiva— es fácil».
El idioma base de Twitter fue originalmente el inglés estadounidense y francés canadiense que lo desarrolló el equipo de Twitter. Los otros idiomas fueron objeto de traducción por los usuarios de forma desinteresada y no lucrativa a través del proyecto Translation hasta que en 2017 Twitter se hizo cargo del desarrollo. El 3 de noviembre de 2009, apareció la versión de Twitter en español. El 8 de octubre de 2009 el microblogging publicó una aplicación para que los usuarios de forma no lucrativa lo tradujeron en español, francés, italiano y alemán. La traducción al español fue la primera en culminar y en estar disponible en la fecha indicada. El palacio de La Moncloa, sede del gobierno español y residencia de los presidentes ejecutivos, José Luis Rodríguez Zapatero, fue uno de los usuarios felicitados por Twitter por haber confiado en las posibilidades de este servicio antes de que fuera lanzado en español.
En abril de 2010, Twitter lanzó una nueva estrategia para emitir publicidad en forma de un servicio llamado Promoted Tweets o Tweets promocionados. Básicamente, se trata de tuits con el patrocinio de alguna empresa que aparecen como primer resultado cuando realicemos una búsqueda de mensajes en el servicio. Su patrocinio está señalado con un mensaje resaltado tras los metadatos del mensaje. Solo se muestra un mensaje patrocinado, para evitar el intrusismo en las páginas de búsqueda. Además, Twitter permite a los desarrolladores de terceros adoptar este servicio en sus aplicaciones, de modo que el creador de una aplicación para Twitter de escritorio puede ganar parte de los beneficios publicitarios si incluye este servicio en su programa.
El 12 de septiembre de 2013, Twitter anunció que había presentado la documentación a la SEC antes de una prevista cotización de las acciones de la empresa.
En marzo de 2015, Twitter lanza Periscope, una aplicación para poder emitir vídeo en tiempo real. Justo un año después, en el primer aniversario de dicho lanzamiento, se habían realizado más de 200 millones de emisiones en directo.
En julio de 2018, la compañía realizó su primer ejercicio de purga, o limpieza de cuentas falsas. El objetivo del ejercicio fue restablecer la transparencia de la red social en búsqueda de una mejor conversación entre usuarios reales. La purga se llevó a cabo en aquellas cuentas que aparecieran como «congeladas o restringidas», dando la oportunidad a sus propietarios que no funcionaran como bots, de confirmar la contraseña y resetearla.

### Adquisición por Elon Musk
El 4 de abril de 2022 el empresario sudafricano Elon Musk reveló que el 14 de marzo había comprado el 9,1% de Twitter por 2640 millones de dólares, lo que le convertía en el mayor accionista de la compañía. En respuesta, las acciones de Twitter subieron hasta un 27%, experimentando la mayor subida intra diario desde la salida a bolsa de Twitter en 2013. A Musk se le ofreció un puesto en el consejo de administración de Twitter como parte de un acuerdo que le prohibía adquirir más del 14,9% de la compañía, pero Musk decidió no unirse al consejo antes de que su nombramiento se hiciera efectivo el 9 de abril.
Musk hizo una oferta no solicitada el 14 de abril para adquirir Twitter por 43 000 millones de dólares y convertir la empresa en privada. En el contexto de las restricciones a las plataformas de Internet establecidas por los gobiernos de todo el mundo, Musk dijo que «Twitter debería ajustarse a las leyes del país» y, en cambio, se centró en la política de moderación de Twitter y en su opaco algoritmo de recomendación. El 15 de abril, el consejo de administración de Twitter introdujo una estrategia de «píldora envenenada», que permitiría a los accionistas comprar acciones adicionales en caso de que se produjera una adquisición hostil, como medio para bloquear la adquisición de Musk. El 20 de abril, Musk consiguió 46.500 millones de dólares como oferta de compra de Twitter.
El 20 de abril, Musk reveló que había asegurado $46,5 mil millones en fondos, incluso de Morgan Stanley, Bank of America, Barclays, MUFG, Société Générale, Mizuho Bank y BNP Paribas, para una posible oferta pública de adquisición de la compañía. Dos días después, Musk registró tres sociedades holding bajo el nombre de «X Holdings» en preparación para su adquisición.
El 25 de abril, tras los informes de que Twitter estaba a punto de aceptar la oferta de Musk, las acciones de Twitter subieron un 3%. El analista de acciones Angelo Zino de la CFRA escribió que la decisión de Twitter puede haber surgido de su comprensión de que «una oferta alternativa de un 'caballero blanco' puede ser difícil de conseguir» debido a la disminución de los precios de los activos de las compañías de redes sociales. Alex Werpin de The Hollywood Reporter advirtió que «las repercusiones significativas del acuerdo se sentirán a lo largo y ancho», prediciendo que se producirá un «caos». Donald Trump expresó su aprobación con el acuerdo, pero declaró que no se reincorporaría a la plataforma.
Musk ha declarado que su primer plan es abrir el algoritmo que clasifica los tuits en el feed de contenidos, con el fin de aumentar la transparencia. Ha manifestado su intención de eliminar los bots de spam y autentificar a todas las personas reales.
El 8 de julio de 2022, Musk desistió en comprar la compañía, aduciendo inconsistencias debido al incumplimiento sustancial de varias disposiciones del acuerdo. La junta directiva de Twitter respondió diciendo que es su intención demandar a Musk para obligarle a completar la adquisición.
El 4 de octubre del 2022, Musk acepta comprar la empresa por el valor acordado con la empresa, que fue de 44 mil millones de dólares y con un valor por acción de $54,20 para evitar ir a juicio.
Entre las primeras medidas importantes que se han implementado tras la compra de la red social fue la destitución de los altos ejecutivos de la empresa.
También, una de las propuestas que más polémica ha causado es la cobrar una cuota mensual a las cuentas por mantener el estatus de «verificado».
Siguiendo con los cambios, el 6 de noviembre, Elon Musk anunció que no permitirá la suplantación de identidad en la plataforma: «De ahora en adelante, cualquier cuenta de Twitter que se haga pasar por otra sin especificar claramente que es una ‘parodia’ quedará suspendida de forma permanente».
El 17 de noviembre, Elon Musk envió un correo a los empleados anunciando las nuevas condiciones laborales de la compañía, sin embargo muchos empleados no las aceptaron y prefirieron renunciar, como respuesta se ordenó el cierre de las oficinas, con el riesgo que la operación de la red social se quede comprometida.
El 28 de noviembre, Musk acusó a Apple de amenazar a Twitter con retirar la aplicación de su tienda oficial sin darle una razón específica.
En diciembre de 2022, Musk confirmó que el límite de caracteres aumentaría de 280 a 4000 caracteres.
En este mismo mes, se reportó la suspensión de cuentas de periodistas que se dedicaban a informar sobre Elon Musk y sus empresas.
El domingo 18 de diciembre lanzó una encuesta para preguntar si debe continuar como jefe de la empresa, Musk prometió atenerse a los resultados. El 20 de diciembre de 2022, debido a que perdió dicha encuesta, Musk anunció su renuncia como CEO de Twitter.
Hasta enero de 2023, y se calculó que el personal despedido equivale al 80% de trabajadoras que la empresa tenía antes de la entrada de Musk. Para marzo de 2023, según un correo interno filtrado, Musk aseguró que Twitter había perdido la mitad de su valor.
En abril de 2023, Elon Musk ordenó sustituir el logo del «pájaro azul» de Twitter por el de Dogecoin, la criptomoneda.
En abril de 2023, se supo, mediante un documento presentado ante un tribunal en California, que Twitter dejó de ser una compañía independiente y pasó a ser parte del corporativo «X Holding».
En mayo de 2023, Musk anunció que Twitter tendrá un nuevo director, Linda Yaccarino, quien era la presidenta de publicidad global y asociaciones en NBCUniversal; iniciará sus funciones en un lapso de 6 semanas.
En junio de 2023, los principales editores de música de Estados Unidos presentaron una demanda contra Twitter, la acusan de permitir la piratería musical en su plataforma. En este mismo mes, el gobierno australiano dio un plazo de 28 días a la plataforma para abordar el tema de la toxicidad y el discurso de odio.
El 30 de junio de 2023, Twitter bloqueó a los usuarios no registrados para que no vieran tuits o perfiles en la plataforma. Musk describió el cambio como una «medida de emergencia temporal» en su propio perfil, culpando a «varios cientos de organizaciones» por extraer datos del sitio. Al día siguiente se implementaron otras medidas con límites temporales a la cantidad de tuits que un usuario puede ver por día, con usuarios verificados con 6.000, usuarios no verificados con 600 y usuarios recién creados con 300. Horas más tarde, Elon Musk anunció que las nuevas cifras serían de 8 000 mensajes para cuentas verificadas, 800 para no verificadas y 400 para las nuevas.
Después que Meta anunciara la creación de su red social Threads, Elon Musk anunció que demandaría a la empresa de Mark Zuckerberg por considerar a Threads como una copia de Twitter.
En julio de 2023, Elon Musk y X Corp. (anteriormente Twitter) demandaron al Center for Countering Digital Hate (CCDH), alegando que sus informes sobre el aumento del discurso de odio perjudicaban la reputación de la empresa. Sin embargo, la demanda fue desestimada el 25 de marzo de 2024 por considerarse infundada e intimidatoria, destacando que las críticas del CCDH estaban protegidas por la libertad de expresión.

#### Cambio de nombre a X

Primer logotipo de X

Tras el cambio de propiedad de Twitter, comenzaron especulaciones sobre un próximo cambio de marca cuando Musk empezó a referirse a la plataforma como «X/Twitter» y «X (Twitter)» y renombró varias características, como Birdwatch a Community Notes (Notas de la Comunidad). El 23 de julio de 2023, Musk insinuó que la plataforma recibiría un cambio de marca, empezando por un nuevo logo basado en la letra X. Más tarde tuiteó que si encontraba un logo, el cambio de marca se implementaría al día siguiente. Posteriormente, tuiteó un video del logo de Twitter convirtiéndose en un logo abstracto de X.
Ese mismo día, Musk confirmó el cambio de marca, que comenzó cuando el dominio x.com (anteriormente asociado con PayPal) comenzó a redirigir a Twitter;el logotipo cambió del pájaro a la X al día siguiente, y las cuentas principales oficiales de la plataforma también comenzaron a usar la letra X en sus nombres. La cuenta @x originalmente pertenecía al fotógrafo Gene X Hwang, quien la registró en 2007. Hwang había expresado disposición para vender la cuenta, pero recibió un correo electrónico el 25 de julio de 2023, indicando que la compañía se la estaba llevando. Se le ofreció algunos productos de X y una reunión con los líderes de la compañía, pero no hubo beneficios financieros. El nombre y el icono de la aplicación de Android se cambiaron a X en Google Play para el 27 de julio; el mismo cambio se realizó en la App Store el 31 de julio después de que Apple concediera una excepción a su longitud mínima de 2 caracteres. Más tarde, algunos elementos más de la marca de Twitter fueron eliminados de la versión web, incluyendo que los tweets fueran renombrados a «publicaciones» (posts).
El 17 de mayo de 2024, el sitio web finalmente cambia el dominio a X.com.

#### Reacciones
Tras la inducción de Musk a la junta directiva de Twitter el 5 de abril, el CEO de Twitter, Parag Agrawal, escribió que creía que el nombramiento de Musk aportaría valor a largo plazo a la compañía, mientras que el fundador de Twitter, Jack Dorsey, escribió que Musk «se preocupa profundamente por nuestro mundo y el papel de Twitter en él». El 11 de abril, Agrawal declaró que creía que la retirada de Musk de la junta era «para mejor», señalando que la compañía «permanecería abierta a su opinión». Al día siguiente, los accionistas de Twitter demandaron a Musk por presuntamente manipular el precio de las acciones de la compañía y violar las reglas de la SEC.
Los empleados de Twitter expresaron su preocupación por las opiniones de Musk sobre la libertad de expresión, y otros tecnólogos se hicieron eco de ellas. Muchos comentaristas y políticos conservadores expresaron entusiasmo por los cambios en Twitter propuestos por Musk, mientras que Jim Cramer de CNBC opinó que la junta de Twitter no tenía «otra opción» que rechazar la oferta de Musk debido a la posible responsabilidad jurídica que enfrentan los miembros de la junta. El 19 de abril, la Liga Nacional Urbana instó a Twitter a rechazar la oferta pública de adquisición de Musk, advirtiendo de las consecuencias potencialmente negativas en los derechos civiles de los usuarios. El 22 de abril, los republicanos de la Cámara de Representantes exigieron que la junta de Twitter preservara todos los registros relacionados con la propuesta de adquisición de Musk, que prepara el escenario para una posible investigación del Congreso después de las elecciones intermedias de 2022. Elizabeth Lopatto de The Verge predijo que una adquisición de Musk conduciría a un éxodo masivo de empleados y una posible reincorporación de la cuenta de Twitter del expresidente de los Estados Unidos Donald Trump. El exsecretario de Trabajo de los Estados Unidos, Robert Reich, afirmó que las conversaciones de Musk sobre la libertad de expresión eran un intento de lograr la «libertad de la rendición de cuentas».
El analista de acciones Angelo Zino de la CFRA escribió que la decisión de Twitter puede haber surgido de su comprensión de que «una oferta alternativa de un 'caballero blanco' puede ser difícil de conseguir» debido a la disminución de los precios de los activos de las compañías de redes sociales. Alex Werpin de The Hollywood Reporter advirtió que «las repercusiones significativas del acuerdo se sentirán a lo largo y ancho», prediciendo que se producirá un «caos». Donald Trump expresó su aprobación con el acuerdo, pero declaró que no se reincorporaría a la plataforma.
El miércoles 7 de diciembre del 2022 mediante un tuit del soporte de la app estadounidense se comunico que a partir de ese día la mayoría de usuarios no podrían crear nuevos momentos dando así el fin de Twitter Moments.

## Usuarios

### Contenido

Tabla que muestra el contenido de los tweets de Pear Analytics, traducido al español en orden descendente y respectivo:
1. Noticias
2. Mensajes basura (spam)
3. Autopromoción
4. Cháchara sin sentido
5. Conversaciones
6. Mensajes repetidos

La empresa de investigación de mercado Pear Analytics, con sede en San Antonio (Texas), analizó 2000 tuits (procedentes de los Estados Unidos y en inglés) durante un período de dos semanas de 11:00 a. m. a 5:00 p. m. (CST) en agosto de 2009 y los separó en seis categorías:
- Cháchara sin sentido – 40%
- Conversaciones – 38%
- Retuits (RT) o mensajes repetidos – 9%
- Autopromoción – 5%
- Mensajes basura (spam) – 4%
- Noticias – 4%[104]

La investigadora de redes sociales Danah Boyd respondió al estudio argumentando que un mejor nombre para lo que los investigadores de Pear llamaron «cháchara sin sentido» podría ser «acicalamiento social» o «sensibilización periférica» (que explica como las personas «quieren saber qué piensan, hacen y sienten las personas de su alrededor, incluso cuando la presencia no es viable»).

### Visitas
Twitter ha estado entre los diez sitios web más visitados del mundo según el sitio web Alexa. Las estimaciones diarias de un usuario pueden variar ya que la compañía no publica estadísticas sobre las cuentas activas. A febrero de 2009 el blog Compete.com calificó a Twitter como la tercera red social más visitada basándose en el contenido 6 millones de visitantes únicos y 55 millones de visitas mensuales. En marzo de 2009, Nielsen.com calificó a Twitter como una de las webs con mayor crecimiento estimado para febrero de 2009. Twitter crecía anualmente un 1382 %, pasando de 475 000 visitantes únicos en febrero de 2008 a 7 millones en febrero de 2009. Fue seguido por Zimbio con un aumento del 240 % y Facebook con un 228 %. Sin embargo, Twitter tiene una tasa de retención del usuario de un 40 %.

### Demografía

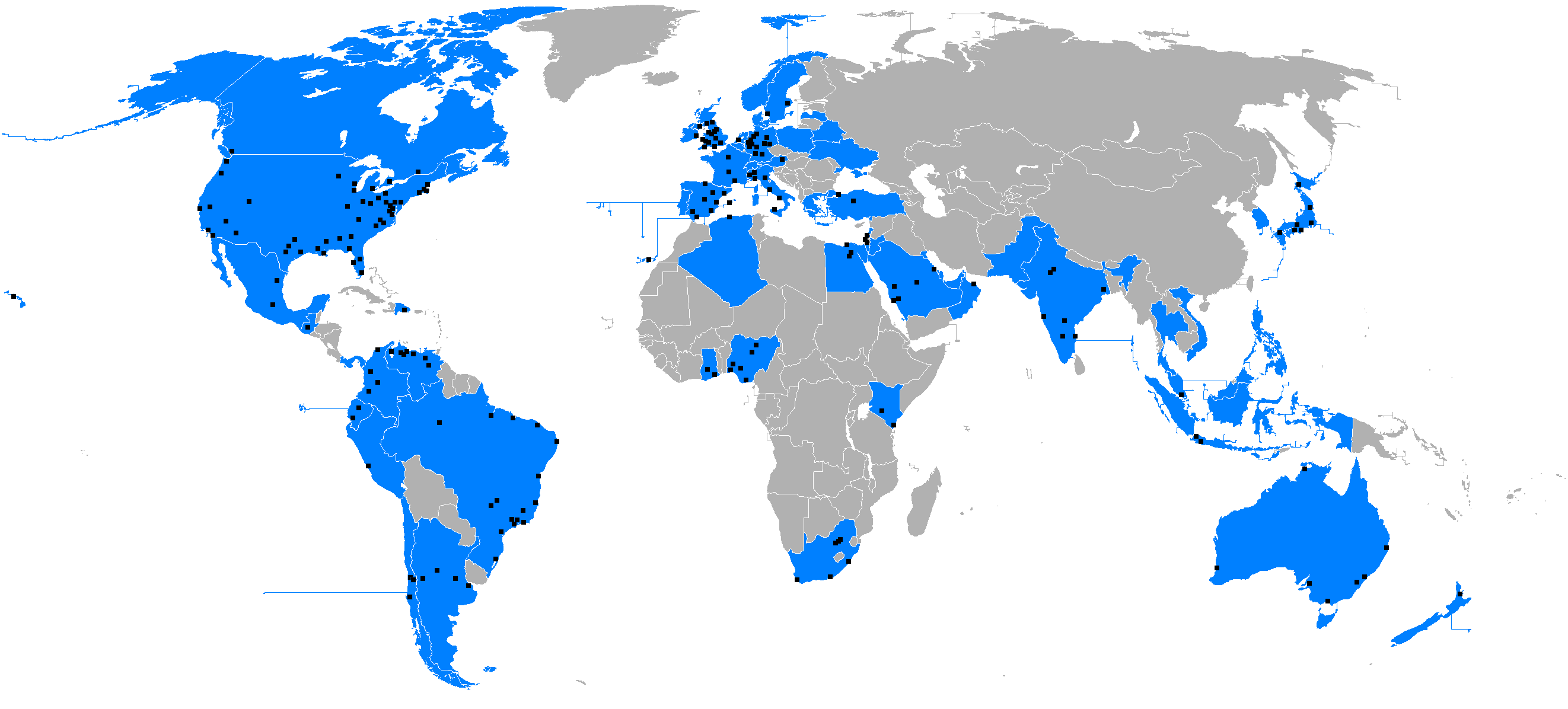
Países y ciudades con temas del momento (TT) independientes en la red social

Durante los dos primeros años de existencia, la plataforma atrajo usuarios de 35 años en adelante, provenientes de entornos profesionales, comerciales y espacios de noticias, solo hasta que Twitter comenzó a ganar popularidad y el público aumentó (exactamente en mayo de 2009) el número de adultos jóvenes aumentó y con esto el rango de edades entre los usuarios cambió a 35 años y menores.
La mayor parte de los usuarios que usan Twitter son adultos mayores que no han utilizado otro sitio social con anterioridad, dijo Jeremiah Owyang, analista industrial encargado de estudiar los medios de comunicación social. «Los adultos se están poniendo al día en aquello que los jóvenes llevan años haciendo», dijo.
Solamente el 11 % de los usuarios de Twitter tienen entre 12 a 17 años, según comScore.
El sitio web de comScore atribuye esto a los «primeros pasos» de Twitter cuando el microblogging ganó popularidad en entornos de negocios y medios de noticias, adoptando inicialmente un perfil muy maduro. Sin embargo, comScore en los últimos tiempos ha tomado nota de que, como Twitter ha comenzado «a ser más divulgada, junto con él vino una cultura de la celebridad como Ashton Kutcher, Paris Hilton y Shaquille O'Neal, que se han unido a las filas de los Twitterati».
Según un estudio realizado por Semiocast en 2012, analizando 383 millones de cuentas creadas antes de dicho año, los países con mayor número de usuarios en Twitter son los Estados Unidos (107,7 millones), Brasil (33,3 millones), Japón (29,9 millones), Reino Unido (23 millones), Indonesia (19 millones), India (12 millones), México (10,5 millones), Filipinas (8 millones), España (7,9 millones) y Canadá (7,5 millones).
Por otro lado, los países con mayor penetración de la red social son Arabia Saudita, Indonesia, España, Venezuela y Argentina.

#### Lostwitstars
Desde que Twitter ganó mayor popularidad, muchas celebridades desde personajes destacados hasta algunos actores de Hollywood se unieron al microblogging. A partir de ello, a los tuiteros más conocidos (término popular usado para referirse a un usuario de Twitter) se los llama tuitstars, y son en consecuencia usuarios muy leídos e influyentes.
Dicha popularidad entre usuarios les permite capitalizar sus tuits por medio de sitios como Klout, que calcula de manera automática el impacto de los individuos en la web por medio de algoritmos que se basan en la cantidad de seguidores en Twitter y las conexiones que se hacen con Facebook, y así poder vender la información a potenciales anunciantes o firmas que busquen personas que influyan en línea. De igual forma anunciantes y compañías pagan a tuiteros famosos para que promuevan sus marcas.
Algunos periodistas y escritores se han sumado a la tendencia Twitter, orientando las herramientas del microblogging en favor de las noticias, la poesía o la narrativa misma. Tal es el caso de J.K. Rowling, Roderick Gordon, Anne Rice, Paulo Coelho, Arturo Pérez-Reverte, Laura Gallego García, Federico Moccia y Ernesto Fucile, elegido como Mejor Escritor en los «Premios Twitter 2011» junto a la editorial «Libros del Zorro Rojo» y el sitio literario «Qué Leer».[cita requerida]
La gran mayoría de los tuitstars captan la atención de los usuarios de Twitter y se destacan en el sidebar de Temas del momento, a diferencia de los tuiteros que se encargan en escribir su vida cotidiana cada minuto, y generalmente son personas que no cuentan con demasiados seguidores.

## Apariencia y características
La interfaz web de Twitter está escrita en Ruby on Rails, y los mensajes se mantienen en un servidor que funciona con software programado en Scala y además dispone de una API abierta para todo tipo de desarrolladores, lo cual supone una gran ventaja para todos aquellos que quieran integrar Twitter como un servicio tanto en otras aplicaciones web como en aplicaciones de escritorio o móviles. Según Biz Stone, más del 50 por ciento de nuestro tráfico llega a través de nuestro API. Aun así, debido a sus problemas técnicos y de escalabilidad, es posible que Twitter abandone Ruby on Rails como su framework de desarrollo para comenzar uno nuevo basado en PHP. Sin embargo, Evan Williams pronto desmintió esta información en un tuit que envió el 1 de mayo de 2008.

### Interfaz
Twitter ha sido comparado con los clientes web basados en Internet Relay Chat (IRC).
Steven Berlin Johnson describe la mecánica básica de Twitter como «muy simple»:

Como red social, Twitter gira en torno al principio de los seguidores. Cuando usted elige seguir a otro usuario de Twitter, los tuits de ese usuario aparecen en orden cronológico inverso, en la página principal de Twitter. Si usted sigue a 20 personas, verá una mezcla de tuits desplazarse hacia abajo de la página: actualización sobre el desayuno de cereales, nuevos enlaces de interés. Recomendaciones de música, incluso reflexiones sobre el futuro de la educación.

### Mensajes (tuits / posts)
Los usuarios pueden agrupar mensajes sobre un mismo tema mediante el uso de etiquetas de almohadilla – palabras o frases iniciadas mediante el uso de una «#» (almohadilla) conocidas como hashtag, su nombre original en inglés y el que se utiliza normalmente en Twitter. De forma similar, la «@» (arroba) seguida de un nombre de usuario se usa para mencionar o contestar a otros usuarios.
Para volver a publicar un mensaje de otro usuario, y compartirlo con los propios seguidores, la función de retuit se marca con un «RT» en el mensaje.
A finales de 2009 se añadió la opción de listas, haciendo posible el seguir (así como mencionar y contestar) listas de usuarios en vez de usuarios individuales.
A través de SMS, los usuarios pueden comunicarse por cinco números pasarela cortos, para Estados Unidos, Canadá, India, Nueva Zelanda, y un código para Isla de Man para uso internacional. También hay un código corto para el Reino Unido que solo es accesible si se está usando Vodafone, O2 y Orange. En la India, desde que Twitter solo soporta tuits escritos desde la operadora Bharti Airtel, una plataforma alternativa llamada smsTweet se creó para ser usada en todas las plataformas. Una plataforma similar llamada GladlyCast existe para su uso en Singapur, Malasia y Filipinas.
Los mensajes fueron fijados a 140 caracteres máximo para la compatibilidad con los mensajes SMS, introduciendo la notación de la taquigrafía y el argot de Internet comúnmente usado en los SMS. El límite de 140 caracteres también ha llevado a la proliferación de servicios de reducción de URLs, como bit.ly, goo.gl, y tr.im, y web de alojamiento de material, como Twitpic, memozu.com y NotePub para subir material multimedia y textos superiores a 140 caracteres. El 11 de junio de 2015, Twitter anunciaba que esta restricción de caracteres se eliminaría en los Mensajes privados a partir de julio del mismo año, quedando el límite establecido en 10 000 caracteres
En la actualidad, Twitter se encuentra en proceso de ampliar el límite de 140 caracteres en los tuits a 280 y lo está haciendo de manera escalonada con millones de usuarios en todo occidente.
Twitter utiliza su propio acortador de enlaces, t.co, lo que además es una medida de seguridad para evitar el spam.
En mayo de 2020, se incorporó una nueva funcionalidad que permite limitar quién puede contestar a los tuits de las personas. De este modo, antes de publicar un tuit el usuario puede escoger entre las siguientes opciones: «cualquier persona puede responder» (everyone can reply), «personas a las que sigues» (people you follow) o «solo las personas que mencionas» (only people you mention).
Cabe destacar que una queja constante por los usuarios de Twitter es la falta de un botón que permita editar los tuits. El 2 de julio de 2020 la cuenta oficial de Twitter llegó a bromear que «podréis tener un botón de editar cuando todo el mundo lleve mascarilla». No obstante, durante un Q&A con la revista Wired, el CEO Jack Dorsey afirmó que es probable que nunca lo incorporen, puesto que quieren preservar la esencia de Twitter, que en sus orígenes fue una plataforma de mensajes SMS.
Desde finales de junio de 2023, la plataforma requiere de una cuenta para poder visualizar el contenido.

#### Hilos
Los hilos (threads en inglés) son una funcionalidad de Twitter que permiten agrupar visualmente diversos tuits. Cuando se crea un tuit, aparece el ícono «+» que permite añadir otro mensaje, y así sucesivamente. De esta manera, el límite de 280 caracteres se puede extender y el usuario puede expresar lo que quiere con mayor precisión. Por otra parte, su uso se ha extendido al ámbito periodístico, donde resulta en una manera más eficaz y concisa de comunicar noticias. Esto ha contribuido al alzamiento de Twitter no solo como una red social, sino también como un medio de comunicación con cierta fiabilidad. De hecho, es cada vez más común que las personas consulten primero Twitter para comprobar la veracidad de alguna noticia, pues suele ser uno de los primeros lugares donde estas son reportadas.
Dado que la mayoría son muy extensos, existen herramientas como Thread Reader App, un bot que permite desplegarlos y leerlos fácilmente. Para aplicar sus servicios, el usuario puede ir a la página web e insertar la URL del hilo, o responder al hilo con la palabra clave «unroll», siempre mencionando la cuenta del software.

#### Implementación de Ideogramas al texto
A mediados del 2014 desde que Twitter implementó la adicción de código abierto de ideogramas, se ha añadido la posibilidad de ingresar hacia los mensajes (aparte del texto plano) en añadir nuevas herramientas para el texto como: ‘los emojis’, con lo que han revolucionado en esta red social.
Desde junio del 2016 la compañía de la red social ha implementado otra manera de incentivar al público a seguir usando los emojis para el contenido web de Twitter con la función de añadir pegatinas «stickers» a las imágenes subidas a esta plataforma web social por los usuarios.

#### Previsualización de imágenes
En septiembre de 2020, el usuario de Twitter Colin Madland se dio cuenta de que el sistema de videoconferencias Zoom no mostraba la cabeza de su compañero de color al tener un fondo virtual activado. Entonces, cuando denunció el problema por Twitter, descubrió que el sistema de previsualización de fotografías de Twitter da preferencia a las caras de personas blancas, en lugar de aquellas de color. A partir de tal hallazgo, múltiples usuarios de Twitter comenzaron a hacer pruebas colgando imágenes tanto con personas blancas como de color y colocándolas en diferentes posiciones. También incluyeron personajes ficticios. Los resultados fueron decepcionantes, pero no sorprendentes, puesto que en todos los casos se mostraba solo la cara de la persona blanca. Hay que tener en cuenta, además, que Twitter no es la única plataforma que presenta ese problema, puesto que también ha habido controversias con el algoritmo de Google.
No obstante, existe una explicación. La realidad es que el sistema de Twitter prioriza las imágenes con mayor contraste, ya que estudios han comprobado que son las zonas que atraen más atención. De esta manera, aquellas personas con piel blanca suelen aparecer centradas. De todos modos, Twitter tomó conciencia del problema y el jefe de tecnología de la empresa Parag Agrawal afirmó en un tuit que el sistema necesitaba mejoras.

### Autenticación
A 31 de agosto de 2010, las aplicaciones de terceros de Twitter deben usar OAuth, un método de identificación que no requiere que el usuario dé su contraseña a la aplicación. Anteriormente, la identificación por OAuth era opcional, ahora es obligatoria y el método de autenticación nombre de usuario/contraseña se ha quedado obsoleto y ya no es funcional. Twitter declaró que el cambio a OAuth significaría «un aumento de la seguridad y una mejor experiencia».

### Twitter Ads
Es el servicio de publicidad paga de Twitter que permite a las empresas publicar tuits específicos para clientes definidos dentro de un target o audiencia particular, pagando en función al objetivo perseguido por el anunciante.

### Momentos
Es una funcionalidad de Twitter lanzada en el año 2015 pero disponible para todos los usuarios desde octubre de 2016. Consiste en una pestaña dentro de la aplicación, que se identifica con un rayo celeste, que permite al usuario ver los tweets de las cuentas que sigue en función a la «relevancia personalizada» por él mismo. Esta pestaña requiere la configuración manual por parte del usuario, en función a sus gustos e intereses, y expone las historias más relevantes para cada cuenta en particular. Se actualiza en tiempo real al igual que el feed de noticias de la aplicación.

### Twitterbot
Un Twitterbot es un tipo de software que controla una cuenta de Twitter a través de la API de este servicio. El programa informático del bot podría tuitear, retuitear, marcar como «me gusta», seguir, dejar de seguir, o enviar mensajes directos a otros usuarios de la red. La automatización de las cuentas de Twitter está controlada por una serie de reglas que definen sus usos apropiados e inapropiados. Los usos apropiados incluyen publicar información útil, generar automáticamente contenido interesante o creativo, y responder automáticamente a los usuarios mediante mensajes directos. Los usos inapropiados incluyen eludir los límites de uso, violar la privacidad de los usuarios, o enviar spam.

### Herramientas para añadir y seguir contenidos
Hay gran cantidad de herramientas para añadir contenido, monitorizando mensajes y conversaciones, entre las que están incluidas Tweetdeck, Salesforce.com, Hootsuite, Metricool, Postcron o Twitterfeed. Menos de la mitad de los tuits se mandan usando la propia web del servicio con la mayor parte de usuarios tuiteando desde aplicaciones de terceros (basado en un análisis de 500 millones de tuits hecho por Sysomos).
También hay bots que permiten descargar vídeos o recordar a usuarios de determinados tuits cuando son mencionados. Ejemplos incluyen Video Downloader bot y Remind Me of This Tweet, con su versión española «Recuérdame Bot».

### Fleets
En 2020, Twitter comenzó a probar una característica similar a una historia de Instagram, Snapchat, Facebook, YouTube y WhatsApp en algunas partes del mundo. Esta nueva característica se llamó «Fleets». Se lanzaron por primera vez en Brasil en el mes de marzo. En junio de 2020, se lanzó Fleets en India. Un usuario puede agregar un texto, imágenes y videos en una flota, que desaparecerá después de 24 horas. La función «Flotas» se lanzó oficialmente el 17 de noviembre de 2020.

### Twitter Blue (Premium)
El 3 de junio de 2021, Twitter anunció un servicio premium de pago en forma de suscripción, llamado Twitter Blue (ahora llamado Premium o X Premium). El servicio ofrece funciones adicionales como son:
- Deshacer tuits, retrasando la publicación de los mismos hasta un minuto para ofrecer al usuario la posibilidad de eliminarlo antes de ser publicado.
- Creación de carpetas en el apartado «Elementos guardados».
- Modo lectura, que convierte los tuits en hilos en formato parecido a un artículo periodístico.
- Diferentes colores para la interfaz y diferentes iconos de la aplicación.
- Soporte personalizado.
- Edición de la barra de navegación (iOS y Android).
- Acceso anticipado a nuevas funciones (Twitter Labs).[154]

En enero de 2022 se añadió la posibilidad de utilizar NFT's como imágenes de perfil, que se diferenciarían de los avatares convencionales por tener forma hexagonal.
En septiembre de 2022 se introdujo la posibilidad de editar tuits, dentro de un rango de media hora desde su publicación y junto a un historial de versiones.
En noviembre de 2022, Elon Musk anunció varios cambios en las prestaciones que ofrecería Twitter Blue, así como en su precio, que sería de 8 dólares mensuales. Los cambios incluirían prioridad en las respuestas, menciones y búsquedas; la habilidad para publicar vídeos más largos –actualmente, Twitter solo permite subir vídeos de 2:20 minutos, a excepción de los anunciantes–; y la mitad de anuncios. También insistió en otorgar a los usuarios de Twitter Blue la insignia azul de verificación, dentro de su plan de renovar el sistema de cuentas verificadas de la red social. La compañía también ha dicho que ha considerado vender nombres de usuario para generar ganancias. En febrero de 2023, se añadió la posibilidad de escribir con un límite de 4 mil caracteres.
El 1 de abril venció el plazo impuesto por Twitter para que las cuentas que ya estaban verificadas se suscribieran a Twitter Blue, sin embargo, muchos se han negado a pagar, medios como The New York Times anunciaron que no pagaran por su verificación, la red social, inmediatamente les quitó la verificación.
Finalmente, el 20 de abril se reportó que las cuentas que no pagaron verificación, la han perdido.
En julio de 2023, con el cambio de marca a X, Twitter Blue pasó a llamarse X Premium.
El 27 de octubre de 2023, se anunció 2 planes de suscripción nuevos: Premium+ y Basic.
|                                                 | Basic                      | Premium                     | Premium +                    |
| Precio                                          | Precio                     | Precio                      | Precio                       |
| ----------------------------------------------- | -------------------------- | --------------------------- | ---------------------------- |
| Mensual                                         | 3,63€ / mes                | 9,68€ / mes                 | 19,36€ / mes                 |
| Anual                                           | 3,23€ / mes (38,76€ / año) | 8,47€ / mes (101,64€ / año) | 16,94€ / mes (203,28€ / año) |
| Experiencia                                     |                            |                             |                              |
| Anuncios en Para ti                             | Todos                      | La mitad                    | Ninguno                      |
| Boost en respuestas                             | El menor                   | Un poco más                 | El mayor                     |
| Editar publicación                              |                            |                             |                              |
| Publicaciones más largas                        |                            |                             |                              |
| Deshacer publicación                            |                            |                             |                              |
| Artículos destacados                            |                            |                             |                              |
| Reproducción de vídeos en segundo plano         |                            |                             |                              |
| Descargar vídeos                                |                            |                             |                              |
| Centro de creador                               |                            |                             |                              |
| Escribir artículos                              |                            |                             |                              |
| Monetizar publicaciones                         |                            |                             |                              |
| Suscripciones para creadores                    |                            |                             |                              |
| X pro (Tweetdeck)                               |                            |                             |                              |
| Media studio                                    |                            |                             |                              |
| Estadísticas                                    |                            |                             |                              |
| Publicar vídeos más largos                      |                            |                             |                              |
| Verificación y seguridad                        |                            |                             |                              |
| Marca de verificación                           |                            |                             |                              |
| Verificación de documento de identidad opcional |                            |                             |                              |
| Mensajes directos encriptados                   |                            |                             |                              |
| Personalización                                 |                            |                             |                              |
| Pestaña Destacados (destacar posts)             |                            |                             |                              |
| Carpetas de Elementos guardados                 |                            |                             |                              |
| Íconos de la app                                |                            |                             |                              |
| Personalizar la navegación                      |                            |                             |                              |
| (Eliminado)                                     |                            |                             |                              |
| Ocultar los Me gusta de tu perfil               |                            |                             |                              |
|                                                 | Basic                      | Premium                     | Premium +                    |
| Actualizado a 12 de junio de 2024               |                            |                             |                              |

### Avisos de credibilidad
Con el objetivo de disminuir la propagación de noticias falsas e información engañosa, y bajo la presión de diversas críticas, en 2020 la plataforma decidió implementar una etiqueta que avisase sobre información poco creíble. De esta manera, incorporaron de la importante comprobación de hechos utilizado por los medios de comunicación.
Hay tres tipos de contenidos que pueden recibir dichos avisos: información engañosa (misleading information), reclamaciones no verificadas (unverified claims) y reclamaciones disputadas (disputed claims).
Durante los inicios de la pandemia de 2020, cuando los ciudadanos no sabían mucho, la desinformación a través de las redes sociales fue incesante. Así pues, muchos tuits con información incompleta o disputada sobre la COVID-19 contienen el siguiente mensaje: Get the facts about COVID-19, con enlaces que redirigen a información verídica adicional.
Durante las elecciones estadounidenses de 2020, el presidente Donald Trump hizo una serie de afirmaciones falsas y Twitter añadió el aviso «Alguna parte o todo el contenido compartido en este Tweet ha sido objetado y puede ser engañoso respecto de una elección u otro proceso cívico» (en inglés «This claim about election fraud is disputed») bajo muchos de sus tuits, contribuyendo así a la transformación del mensaje en un meme de internet.
En noviembre de 2020, los usuarios comenzaron a utilizarlo paródicamente como plantilla, reemplazándolo con citas hipotéticas de personajes históricos como Galileo.

## Problemas

### Sobrecargas
Anteriormente, cuando la red sufría una sobrecarga, mostraba la advertencia Fail Whale (literalmente, Fallo de la Ballena), un mensaje de error de imagen creado por Yiying Lu, que mostraba a unos pájaros rojos tratando de levantar a una ballena con unas sogas en el océano, con el texto «¡Demasiados tuits! Por favor, espere un momento y vuelva a intentarlo». Este mensaje fue descartado y se dejó de utilizar en el año 2013.
Uno de los problemas surgió durante la Macworld Conference & Expo de 2008, donde miles de medios aprovecharon este sistema de microblogging para dar a conocer a todo el mundo lo que allí estaba sucediendo, quedando este fuera de línea.
El 12 de junio de 2009, el identificador único asociado a cada tuit superó el límite de 32 bits. Mientras que Twitter en sí mismo no se vio afectada, algunos clientes de terceros encontraron que ya no podían acceder a los últimos tuits. Los parches se liberaron rápidamente, aunque algunas aplicaciones para el iPhone tenían que esperar a la aprobación de la App Store. El 22 de septiembre, el identificador volvió a superar los 32 bits, y afectó nuevamente a los clientes de terceros.
Twitter sufrió su mayor sobrecarga el día 26 de junio de 2009 con motivo de la muerte de Michael Jackson, lo que ocasionó la cifra de unos 456 tuits por segundo (más de 27 000 tuits por minuto), estableciendo un nuevo récord en aquel momento, y haciendo imposible la conexión permanente a Twitter.
El 6 de agosto de 2009, Twitter y Facebook tuvieron errores en sus servicios, y el sitio web Twitter estuvo fuera de servicio durante varias horas. Más tarde se confirmó que los ataques fueron dirigidos en un pro-Georgia, durante el aniversario de la Guerra de Osetia del Sur de 2008, y no en los sitios mencionados. Después de que algunos usuarios expresaran su preocupación por la accesibilidad y la transparencia al hacer uso de esta función, Twitter ha abordado ciertos problemas con Fleets, su nueva funcionalidad de Historias.

### Infección masiva de virus
El 21 de septiembre de 2010 hubo un ataque masivo a Twitter mediante un gusano llamado Rainbow (el nombre se debe a que el ataque surgió a través de una cuenta creada con este nombre), el cual afecta a los usuarios que operen a través de la web Twitter.com mediante una vulnerabilidad XSS (Cross-Site Scripting) para robar sus cookies. El procedimiento es el siguiente: se recibe un mensaje con una cadena extraña y, al pasar por encima con el puntero, ocurren varias posibilidades, como es el caso de enviar la misma cadena a todos los seguidores, aparecer cuadros negros en vez de diálogo o redirigir a cualquier persona que visite tu perfil a una página web; este último punto es el más peligroso, puesto que, tras el redireccionamiento a otra web, esta podría infectar nuestro ordenador (se podría hacer un RT del código, y así la URL implicada podría usar técnicas de Drive-by-Download).

### Sesgo
En 2024, un estudio en dos fases mostró que a raíz de que Elon Musk apoyase formalmente a Donald Trump el 13 de julio de 2024, se dio un cambio estructural a nivel de interacciones en toda la app en los twits que implicaban tanto al CEO de la red social como a las visualizaciones de twits del partido republicano. Los resultados sugieren que el algoritmo de recomendaciones pudo haber sido modificado para favorecer de manera selectiva la visibilidad de contenido republicano, lo que plantea serias dudas sobre la neutralidad de la plataforma. Este fenómeno resalta la problemática de la influencia que las redes sociales pueden ejercer en el discurso público y en la construcción de la opinión de los usuarios.

## Términos usados
Debido a la gran popularidad de Twitter, los términos natos del microblogueo fueron variando en sus diferentes traducciones. Los términos principales se hispanizaron de manera no oficial. La variación no se debió a la implantación multilingüe de Twitter, sino en la búsqueda de la facilidad en la pronunciación de la mayor parte de sus términos.
Por otro lado, la Real Academia Española ha decidido incorporar, desde 2014, los términos: tuitear, tuit y tuitero a la vigésimo tercera edición del diccionario.
| Término original         | Término traducido oficialmente al español                            | Término «hispanizado» popularmente                                           |
| ------------------------ | -------------------------------------------------------------------- | ---------------------------------------------------------------------------- |
| Twitters / Posters       | Twiteros / Publicadores                                              | twitteros / posteros tuiteros / posteadores                                  |
| Twitter / X              | Twitter / X                                                          | Tuíter / Equis                                                               |
| Follow                   | Seguir                                                               | followear                                                                    |
| Follower                 | Seguidor                                                             | follower                                                                     |
| Following                | Siguiendo                                                            | following                                                                    |
| Tweet / Post             | Tuit/ Publicación                                                    | tuit / post tweet / post tuitear / postear twitt / pst tuiteo / posteo trino |
| Nudge                    | Recordatorio para reconsiderar una respuesta                         | zumbido zumbar                                                               |
| Update                   | Actualizar                                                           | tuitear                                                                      |
| Trending topic (TT)      | Temas del momento Tendencias Temas de moda                           | TTs Trends                                                                   |
| Tweetup                  | Reunirse/Reunión de tuiteros                                         | tuitunión                                                                    |
| Direct messages (DM)     | Mensaje directo (mensaje privado)                                    | DM MD                                                                        |
| Retweet (RT) Repost (RP) | Retuitear/ Repostear                                                 | retwitear / repostear retuitear / repost RT / RP                             |
| Follow Friday (FF)       | Seguidores a los que recomiendas seguir (suele hacerse cada viernes) | FF #FF Follow Friday                                                         |
| Hashtag                  | Etiqueta de almohadilla                                              | hashtag                                                                      |
| Influence                | Influencia                                                           | influencia                                                                   |
| Follow Back              | Seguir de vuelta                                                     | re-seguir seguir de vuelta                                                   |
| Thread                   | Hilo                                                                 | hilo                                                                         |

## Usos
Twitter ha sido usada para una variedad de propósitos en diferentes industrias y situaciones.

### Periodismo
Con el eficaz sistema de alertas de Twitter, la sección Trending Topics y la gran presencia de periodistas y medios de comunicación, el uso periodístico de la plataforma es cada vez más intenso. Se ha establecido, por lo tanto, como una fuente informativa más en el mundo mediático. La sección «Explorar» es un claro ejemplo de la voluntad informativa de Twitter, pues incorpora últimas noticias de sectores como el deporte y el entretenimiento.
Su gran capacidad de alcance también ha permitido el contacto con testigos, así como la obtención de información acerca familiares perdidos. Es tal el caso de Sanelisiwe Sani Xaba de Sudáfrica, que llegó a encontrar a su hermano, al cual nunca había conocido, con la ayuda de la red social. Así pues, es un medio idóneo para la recolección de testimonios y experiencias con inmediatez.
Por otra parte, gracias a la funcionalidad que permite la retransmisión de vídeos en vivo, se ha facilitado el reportaje de noticias al momento, como por ejemplo eventos deportivos y elecciones presidenciales.
La red también se puede utilizar para hacer entrevistas, como la realizada a John McCain, excandidato presidencial de los Estados Unidos. En español, Diariomedico.com realiza 'twitterviews' en inglés y en español desde diciembre de 2008, de las que posteriormente publica un resumen (siempre en español).

### Política y activismo
Aunque se duda de su finalidad y de la utilidad de Twitter, su creciente número de seguidores ha demostrado que Twitter es uno de los líderes en el sector del microblogging, entre otros servicios como Jaiku, que dispone del apoyo de Google. En 2009, Google decidió liberar el código de Jaiku, y dejar el desarrollo en manos del mundo open-source. Los usos más conocidos son: el seguimiento de eventos en directo, la retransmisión de charlas y ponencias a las que poca gente tiene acceso, el intercambio de opiniones durante un evento en el que la gente asiste como público o incluso comentarios sobre películas o debates retransmitidos por la televisión. Por ejemplo, en España el debate de Rodríguez Zapatero y Rajoy durante las elecciones generales de España (2008) se siguió muy de cerca con intercambio de opiniones a través de Twitter. En México, en 2010 se han desarrollado verdaderos debates vía Twitter, por ejemplo entre el secretario del Trabajo, Javier Lozano Alarcón, y el diputado Luis Videgaray. Una vez los habitantes de Edmond, Oklahoma, Estados Unidos se reunieron y en esta red publicaron las coordenadas de un tornado que pasaba por esta ciudad el 31 de marzo de 2008.

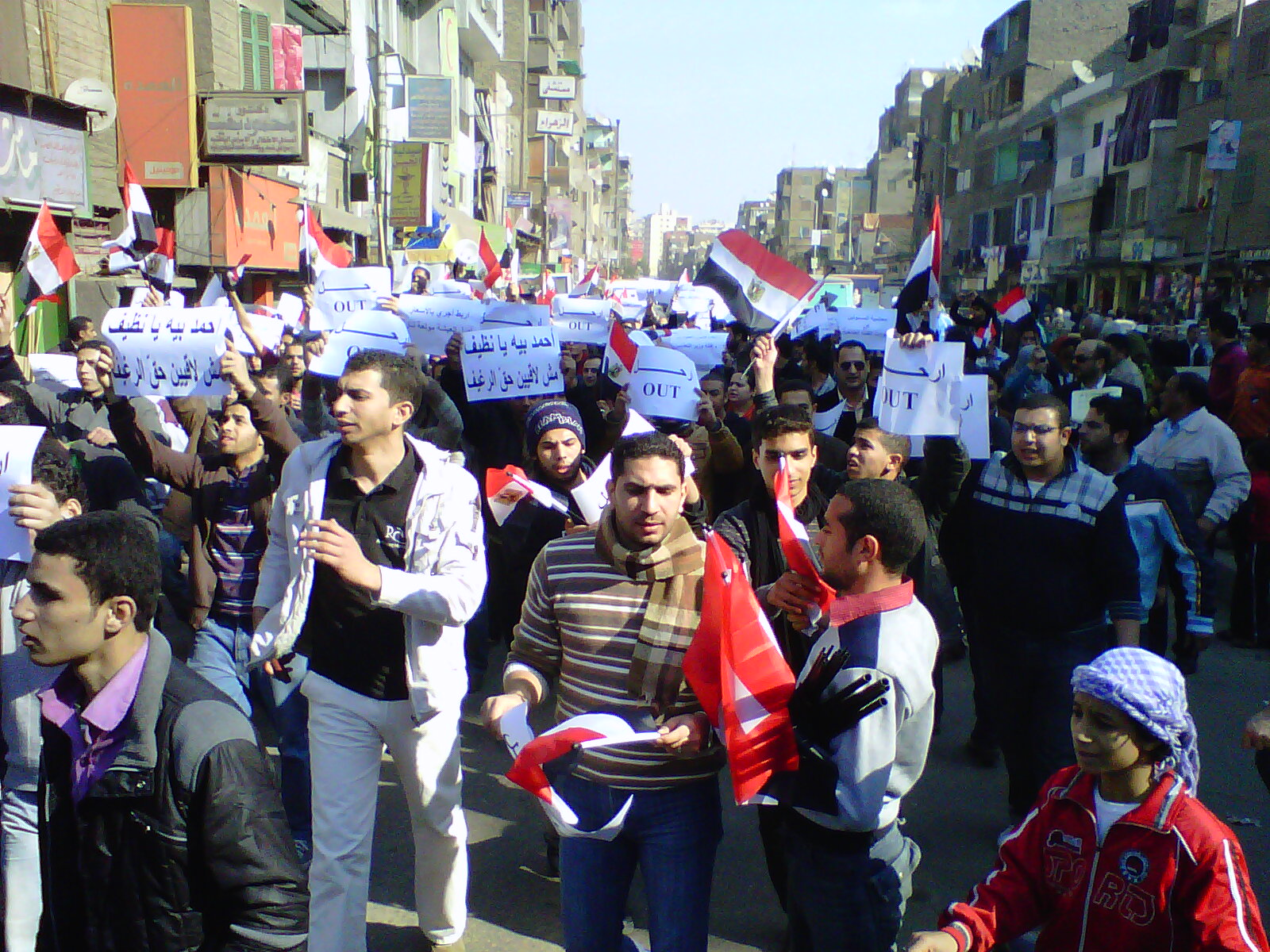
Manifestante durante el Día de la Ira de la revolución egipcia de 2011. La crisis se volvió muy controvertida y fue muy comentada en Twitter.

También ha sido usada para organizar protestas, a veces referidas como «Twitter Revolutions», entre las que se encuentran la revolución egipcia de 2011, la revolución tunecina, las protestas electorales en Irán de 2009 y las protestas antigubernamentales en Moldavia de 2009. Los gobiernos de Irán y Egipto bloquearon el servicio como represalia. El servicio también se utilizó como una forma de desobediencia civil: en 2010, los usuarios quedaron indignados por el Twitter Joke Trial, donde Paul Chambers bromeaba con lanzar una bomba al aeropuerto Robin Hood Doncaster Sheffield, y en el debate británico privado en el mismo país un año después, donde varias celebridades que han tomado orden anónimas, más notablemente el jugador Ryan Giggs del Manchester United, donde fueron identificados por miles de usuarios en protesta por el periodismo tradicional siendo censurado. En el año 2011, en torno al movimiento 15M, miles de españoles se conectaron a Twitter para convocarse, organizarse y gestionar encuentros en plazas públicas, para protestar por el detrimento progresivo de su estado de bienestar social.
Después de reclamos en los medios que las etiquetas de almohadilla #wikileaks y #occupywallstreet fueron censurados porque no se presentó en la lista de los temas del momento del sitio, Twitter respondió declarando que no censura etiquetas de almohadilla a menos que contengan obscenidades.
El 15 de octubre de 2017, la actriz americana Alyssa Milano publicó un tuit que inició el movimiento #MeToo, campaña que protesta contra el abuso sexual: «si has sido acosada o abusada sexualmente, escribe 'yo también' como respuesta a este tuit». Su impacto fue tal que personalidades como Reese Witherspoon, Charlize Theron, Lady Gaga y Patricia Arquette, entre otras, se unieron. Todas estas confesaron haber sido víctimas de abuso sexual. Así pues, marcó una nueva era feminista en la industria cinematográfica, ya que dio a luz las numerosas agresiones del productor Harvey Weinstein, denunciadas por Ronan Farrow en un artículo publicado cinco días antes para el New York Times.
El 28 de mayo de 2020, el presidente de Estados Unidos, Donald Trump anunció un decreto para limitar la protección de las redes sociales y la laxitud de la que gozan para la publicación de contenido. El decreto busca permitir a las autoridades reguladoras decidir sobre las políticas de moderación de contenido, luego de que Twitter enlazó un mensaje de Trump con información verificada que contradecía lo que el presidente había publicado.
En junio de 2020, el movimiento antirracista Black Lives Matter (BLM) volvió a cobrar vida a raíz del asesinato a manos de la policía de George Floyd. Conjuntamente con las numerosas protestas llevadas a cabo en todo el mundo, pero sobre todo en Estados Unidos, la plataforma de Twitter fue un gran medio concienciador en medio de esa atmósfera social.
Twitter reconoció en un estudio publicado a finales de 2021 que su clasificación algorítmica (cuyo objetivo es mostrar en la parte superior de los feeds de inicio de los usuarios las publicaciones de cuentas a las que no están suscritos) favorece a los partidos y medios de comunicación de derechas frente a los de izquierdas. En todos los países estudiados (Alemania, Canadá, España, Estados Unidos, Francia y Reino Unido), el algoritmo amplifica más los mensajes de los partidos y medios de derechas que los de los partidos y medios de izquierdas.
En junio de 2023 un informe del Center for Countering Digital Hate (CCDH) reveló que Twitter/X no tomó medidas contra el 99% de los twits publicados por cuentas verificadas de Twitter Blue que fueron denunciados por discurso de odio. Estos tuits incluían contenido homofóbico, racista y antisemita, el informe ponía en duda la eficacia de la moderación bajo la dirección de Elon Musk.

### Ciencias
En el ámbito científico se ha reportado el uso de Twitter para difundir artículos científicos y promover la conexión entre profesionales, así como un uso creciente en congresos médicos.

### Entretenimiento y cultura popular
El uso de Twitter se ha incrementado en el mundo de la televisión, haciéndola más interactiva y social. A veces, este efecto es referido como una «congelador virtual» o una televisión social. Twitter ha sido usado exitosamente para animar gente a ver televisión en vivo de evento, como los premios Óscar, y los premios MTV Video Music. Sin embargo, esta estrategia fue probada de manera menos efectiva con show televisivos de programación regular. Las promociones cruzadas directas fueron prohibidas en la televisión francesa debido a regulaciones contra publicidad secreta.
Es una importante estrategia de branding y ha contribuido a romper las barreras entre artistas y fanes, de manera que estos primeros son capaces de comunicarse directamente. No obstante, el carácter digital del medio permite un fácil engaño que afecta la transparencia de las celebridades, ya que existe la posibilidad de que sea una persona contratada quien esté escribiendo todos los tuits. Por otra parte, la accesibilidad de Twitter a un gran número de personas conlleva la publicación de contenido ofensivo que puede llegar a arruinar la reputación de ciertas personas, así como afectar su salud mental. Al igual que las empresas, de los artistas también se requiere una cierta actividad recurrente, puesto que en ocasiones de ella dependen sus ingresos.
El 19 de junio de 2020, una usuaria identificado como Gabby afirmó haber sido manipulada en una relación no consensual con el actor Ansel Elgort cuando era menor de edad. Este tuit desencadenó un conjunto de publicaciones de muchas mujeres que comenzaron a lanzar acusaciones a diversos otros famosos. No obstante, la veracidad de estas últimas es desconocida. La plataforma ha sido, pues, lugar de caída de muchas celebridades a manos de la cultura de la cancelación (cancel culture en inglés).
Cabe destacar la gran presencia de los fanes del k-pop, coloquialmente llamados «k-poppers» en español. Estos se dedican a seguir viciosamente sus artistas preferidos, como por ejemplo la banda BTS, cuyo impacto social ha sido objeto de muchos estudios. Publican, también, numerosos fan edits y fancams, vídeos con música realizados por ellos mismos que compilan clips de contenido diverso de sus ídolos. No obstante, estos han sido denunciados como irritantes y molestos por muchos usuarios de la comunidad de Twitter, puesto que en muchas ocasiones son tuiteados bajo contenido que no guarda relación alguna. Al mismo tiempo, los fanes forman una conexión interpersonal a través de su pasión compartida.

### Empresas
Desde la invención de las redes sociales, las empresas han visto gran potencial en su nivel de alcance para promocionar y hacer más accesibles su marcas. Así pues, los puestos de Mercadotecnia en medios sociales o community manager (CM) son ahora algunos de los más demandados en el sector de la comunicación. Mediante la plataforma que ofrece Twitter, los clientes son escuchados y pueden transmitir sus quejas o sugerencias con mayor facilidad. Consecuentemente, a lo largo de los años se ha hecho visible la necesidad de que la marca sea activa en la red social y establezca un diálogo cercano con los usuarios.
Ese diálogo debe de ser muy cuidado, ya que la transparencia otorgada por Twitter puede acabar en un desastre de relaciones públicas. Fue este el caso del sorteo de Qantas Luxury, referido por expertos de RRPP como «quizá el mayor error de relaciones públicas de Australia». Este coincidió con una situación político-económica delicada, con lo cual las reacciones y críticas negativas de usuarios de Twitter no tardaron en llegar.
Por otra parte, en agosto de 2020, El Corte Inglés publicó imágenes promocionales de su campaña de 'la vuelta al cole', pero fueron interpretadas de manera diferente a la intencionada por miles de internautas. Así pues, la insistencia por parte de estos en retirarlas resultó en un comunicado de la marca publicado en Twitter.
En contraste con lo anterior, en 2020, la cuenta de KFC España se volvió viral a causa del tono humorístico y el shitposting que contienen los tuits escritos por el CM, el cual incluso llegó a recibir un aumento de sueldo al llegar a los 200.000 seguidores, gracias a la comunidad de Twitter.

## Perfil corporativo y accionistas

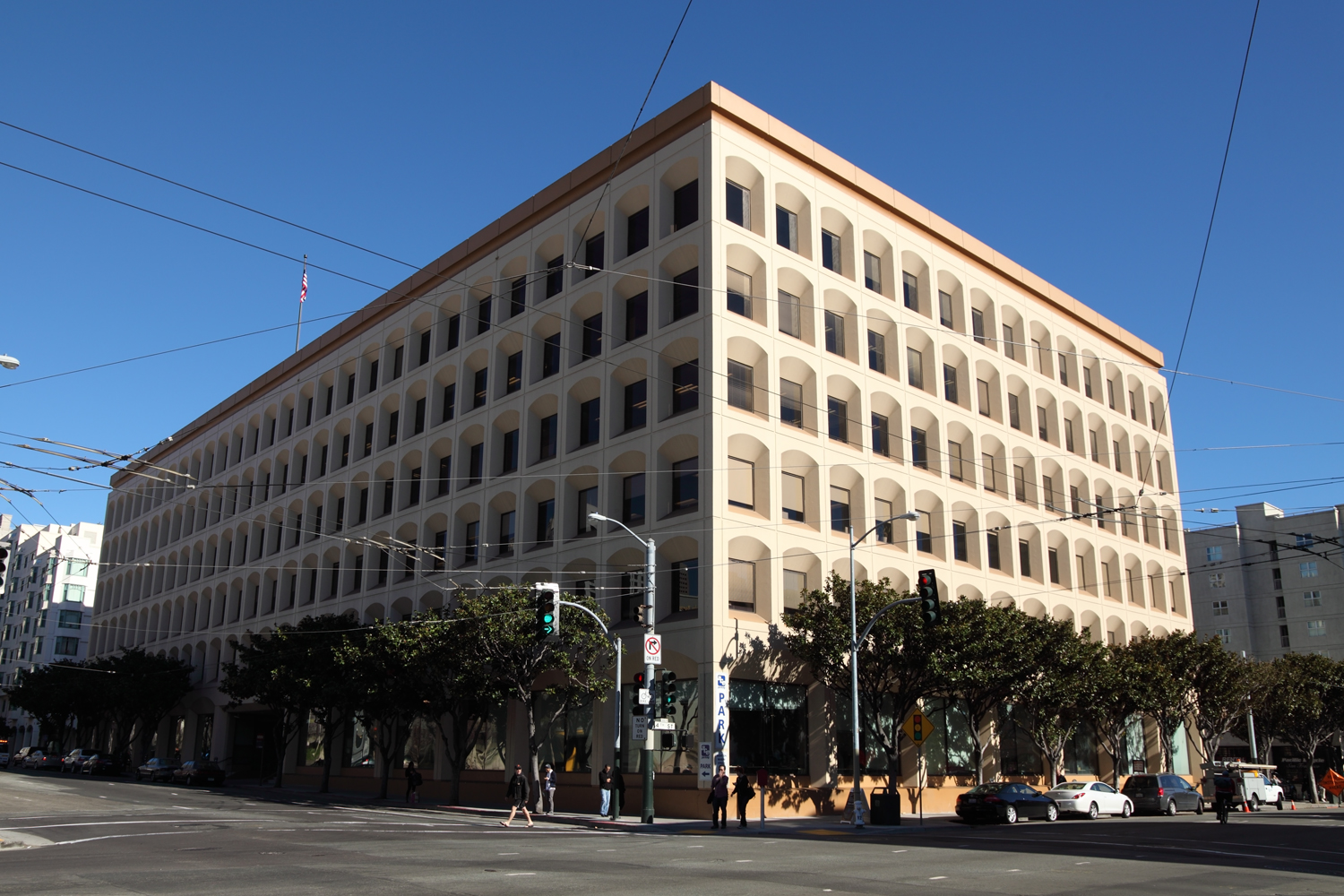
La sede de la compañía en San Francisco, California, Estados Unidos.

La compañía, fundada en julio de 2006 por Jack Dorsey, Biz Stone y Evan Williams, ha ganado 35 millones de dólares entre varios inversores, en su mayoría procedentes del capital riesgo. La nueva inyección de capital se suma a los 5 millones de dólares que levantó en 2006 o los 15 millones de julio de 2007, con que eleva hasta los 55 millones de dólares los fondos recibidos desde su fundación. En cuanto a algunas de las entidades fundacionales de la compañía, esta ha sido dirigida por Benchmark Capital e Institutional Venture Partners, aunque también ha vuelto a reunir a Spark Capital Union, Square Ventures, Charles River Ventures y Digital Garage han repetido en esta nueva ronda de financiación que permitirá afrontar la etapa de explosivo crecimiento de la empresa.
Sus acciones perdieron el 62% de su valor original desde que salió a la bolsa a fines de 2013, hasta marzo de 2017. Está estancado el crecimiento de usuarios y con serios problemas para incrementar ingresos y alcanzar rentabilidad.
El príncipe saudí Al Waleed bin Talal fue uno de los principales accionistas de la compañía. Rechazó, en abril del 2022, la oferta de compra que hizo Elon Musk, el segundo mayor accionista, por 54.20 dólares por acción.

## Impacto social
En mayo de 2008, The Wall Street Journal escribió que las redes sociales como Twitter «provoca sentimientos encontrados en la gente de conocimiento tecnológico que ha estado desde los primeros tiempos. Los fans dicen que ellos han logrado mantener contacto con los amigos ocupados. Sin embargo, algunos usuarios están comenzando a sentirse «demasiado» conectado, como lidiar con mensajes de entrada a cualquier hora, aumentos de la facturación móvil y la necesidad de contar a conocidos para dejar de anunciar lo que está teniendo para la cena».
El escritor de tecnología Bruce Sterling opinó en 2007 que usar Twitter para «comunicación de culto» es «tan probable como encender una radio de Banda Ciudadana u oír a un tipo recitar la Iliada». En septiembre de 2008, el periodista Clive Thompson reflexionó en la The New York Times Magazine que el servicio ha expandido narcisismo en «una nueva y supe metabólica expresión de una generación de jóvenes celebridades quienes creen sus distintas pronunciaciones son fascinantes y deben ser compartidos con el mundo». Por el contrario, el columnista Steve Dotto de Vancouver Sun opinó que esa parte atractiva de Twitter es un desafió para intentar publicar mensajes en fuertes restricciones, y Jonathan Zittrain, profesor de la ley de Internet en Harvard Law School, dijo que «las cualidades que hacen a Twitter parecer inane y medio concebida son los que lo hacen más poderosa».

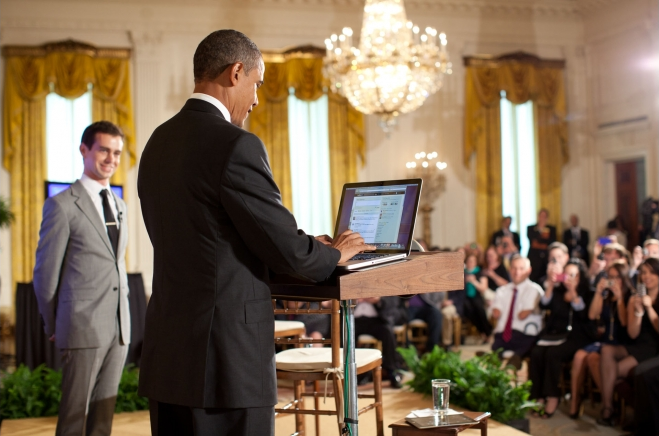
Dorsey (izquierda) dijo después de una Twitter Town Hall realizado en julio de 2011, que Twitter recibió más de 110 000 tuits con #AskObama.

En 2009, Nielsen Online reportó que Twitter tiene una rapidez para mantener en actividad al usuario de 40%. Muchas personas paran de usar el servicio después de un mes, por lo tanto, el sitio quizás alcancé potencialmente sobre el 10 % de todos los usuarios de Internet. En 2009, Twitter ganó el premio Webby Award como «Breakout of the Year». Durante una discusión en febrero de 2009 en la edición semanal de la Radio Nacional Pública, el periodista Daniel Schorr declaró que las cuentas de Twitter carecen de veracidad de los hechos y otras mejorías. En respuesta, Andy Carvin entregó a Schorr dos ejemplos de historias novedosas que protagonizaron en Twitter y dijo que los usuarios prefieren cuentas de primera mano y a veces historias desacreditadas. La revista Time reconoció el creciente nivel de influencia en su lista 2010 Time 100 para determinar la influencia de las personas, usando estadísticas basadas en famosas redes sociales como Twitter y Facebook. La lista va desde Barack Obama y Oprah Winfrey a Lady Gaga y Ashton Kutcher.

### Subcomunidades
Muchos usuarios de Twitter han creado pequeñas comunidades en torno a este sistema de nanoblogging, que han llegado a materializarse en el mundo real. Usuarios de una localidad o región realizan reuniones cada cierto tiempo donde, además de conocerse, intercambian opiniones, aficiones y muchas otras cosas. Actualmente, también se realiza algún que otro evento que no solo conlleva socializar, sino también el hecho de fomentar, comunicar y difundir su uso.
Un ejemplo lo constituyeron los comentarios relacionados con un eventual default de la deuda de Estados Unidos a fines de julio de 2011, todo tipo de especulaciones se tejieron en torno al acontecimiento.
El impacto de Twitter como medio de informar derivó en cuentas que transforman los mensajes en posts anónimos (Informer), creadas principalmente para universidades y, debido al impacto social que tuvieron, se produjo una expansión a su uso en otras comunidades.
Así pues, se ha convertido en una plataforma clave en la creación de subcomunidades como Stan Twitter, Black Twitter, Weird Twitter y diplomatic Twitter. En 2019, Twitter reveló un estudio de mercadotecnia digital que identificó 75 comunidades únicamente analizando la versión de Reino Unido. Examinando el engagement, se descubrieron las motivaciones y elementos que mantienen a los usuarios en esas agrupaciones, y se determinó qué buscan de las marcas corporativas.

## Censura
La censura a Twitter ha ocurrido en Irán, Turquía, China, Egipto, Corea del Sur y Brasil.
En octubre de 2017, Twitter prohíbe toda publicidad de las cuentas que pertenecen a la televisión RT y la agencia de noticias Sputnik rusas. Los servicios de inteligencia estadounidenses habían acusado los medios de comunicación rusos de haber intentado influir en las elecciones presidenciales de EE. UU.
Venezuela
En Venezuela, el sitio fue bloqueado en repetidas ocasiones, principalmente en el marco de las protestas de 2014, 2017 y 2019. En agosto del 2024, por decisión del presidente de este mismo país Nicolás Maduro, fue bloqueada temporalmente al considerar que el sitio había "violado las leyes de la misma red social".
Irán
Las redes sociales también están bloqueadas desde 2009. Así, mientras el presidente de Irán tiene una cuenta oficial de Twitter donde va comentando todas las actividades de su gobierno, los ciudadanos de su propio país no pueden leer lo que escribe.

#### China
Twitter está bloqueado en China; sin embargo, el pueblo chino lo usa de todas formas. En 2010, una mujer china, Cheng Jianping, fue sentenciada a 1 año de labores campestres por poner un comentario irónico en la web.

#### Turquía
Twitter fue bloqueado en Turquía la segunda semana del mes de abril de 2015 al revelarse fotografías del fiscal de Estambul Mehmet Selim Kiraz amenazado a punta de pistola por partidarios extremistas. Finalmente Twitter accedió a retirar las imágenes y eliminar las cuentas que difundieron la toma de rehenes en donde el letrado resultó muerto. En este marco, el gobierno de Turquía aprobó medidas controvertidas para censurar mensajes, fotografías y videos en Twitter, entre ellas la disposición votada por el parlamento turco que autoriza al gobierno a bloquear cuentas o sitios web sin el permiso de la justicia.

#### Egipto
Twitter estuvo inaccesible en Egipto el 25 de enero de 2011 durante Revolución egipcia de 2011. Algunos medios culparon al gobierno de Egipto por bloquearlo; y Vodafone Egipto, el operador de móvil más grande de Egipto, dijo que no fue su intención; sin embargo, las notas de prensa de Twitter no decían que la compañía creía que había formado el bloqueo. A 26 de enero Twitter confirmó que el servicio seguía bloqueado en Egipto.

#### Corea del Sur
En agosto de 2010, el Gobierno de Corea del Sur intentó bloquear algunos contenidos en Twitter debido a la apertura de una cuenta en el servicio del gobierno norcoreano. La cuenta norcoreana creada el 12 de agosto, @uriminzok, traducida libremente para significar «nuestra gente» en coreano, consiguió 4500 seguidores de Twitter en menos de una semana. El 19 de agosto de 2010, la Comisión de Comunicaciones estatal de Corea del Sur bloqueó la cuenta por emitir «información ilegal». Según la BBC, los expertos afirmaron que Corea del Norte ha invertido en «información tecnológica durante más de 20 años» con el conocimiento de cómo utilizar las redes sociales a su poder. Esto no parece ser «nada nuevo» para Corea del Norte ya que el país siempre ha publicado propaganda en su prensa, normalmente contra sus vecinos del sur, llamándolos «belicistas». Con solo 36 mensajes, la cuenta acumuló 9000 seguidores. Hasta la fecha, la Comisión surcoreana ha baneado 65 sitios, incluyendo esta cuenta de Twitter.

### Supuesta censura de Twitter a Wikileaks
En diciembre de 2010 se difundieron alegatos por diferentes medios que decían que Twitter estaba intentando que los tuits relacionados con WikiLeaks no convirtieran a la web en un tema del momento, a pesar de que se enviaban un gran número de tuits hablando sobre WikiLeaks debido a la Filtración de documentos diplomáticos de los Estados Unidos. Sin embargo, Twitter rechazó cualquier acusación diciendo que «WikiLeaks y la filtración han sido temas del momento mundial o regionalmente».
En 2011, se sospechó que Twitter censuraba al movimiento Occupy Wall Street.

## Servicios y aplicaciones relacionadas
Hay muchos servicios y aplicaciones que trabajan con Twitter. Muchos están diseñados para permitir el acceso fácilmente a Twitter desde dispositivos específicos, tales como iPhone o Android, mientras que otros están diseñados para hacer fácil a los usuarios acceder y actualizar su cuenta Twitter.
A partir del fenómeno Twitter, se han creado muchas aplicaciones como Tweepi, Tweetfeed, Postcron y ha dado lugar a muchas teorías sobre la evolución y tratamiento de seguimiento por parte de celebridades de internet en Twitter.